# Pavel Kýček
Pavel Kýček (* 22. listopadu 1971) je bývalý český fotbalista, obránce.

## Fotbalová kariéra
V české lize hrál za SK Slavia Praha a FC Dukla. V české lize nastoupil celkem ve 13 utkáních a dal 1 gól.

## Ligová bilance
| Ročník                          | Zápasy | Góly | Klub            |
| ------------------------------- | ------ | ---- | --------------- |
| 1. česká fotbalová liga 1994/95 | 2      | 0    | SK Slavia Praha |
| 1. česká fotbalová liga 1997/98 | 11     | 1    | FC Dukla        |
| CELKEM                          | 13     | 1    |                 |